# الدميم (يريم)

تعديل مصدري - تعديل

الدميم محلة تابعة لقرية بني مسعود، التابعة لعزلة خودان بمديرية يريم إحدى مديريات محافظة إب في الجمهورية اليمنية.، بلغ تعداد سكانها 104 حسب تعداد اليمن لعام 2004.